# Puig del Catllar
El Puig del Catllar és una muntanya de 1.106 metres que es troba al municipi de Ripoll, a la comarca catalana del Ripollès.
Al cim podem trobar-hi un vèrtex geodèsic (referència 289087011).